# Intérieur aux barres de soleil
Intérieur aux barres de soleil est un tableau réalisé par le peintre français Henri Matisse en octobre 1942 à Nice. Cette huile sur toile représente un intérieur dont les fenêtres laissent la lumière du soleil former des barres sur le sol, le coin inférieur droit de la composition étant occupé par une femme en blanc dans un fauteuil à rayures rouges. L'œuvre est conservée au musée Matisse du Cateau-Cambrésis, dans le Nord, depuis un achat à Lydia Délectorskaya en 1992.